# جکی کوگان
جان لِزلی کوگان (به انگلیسی: John Leslie Coogan)، با نام هُنری جکی کوگان (به انگلیسی: Jackie Coogan) (زادهٔ ۲۶ اکتبر ۱۹۱۴ – درگذشتهٔ ۱ مارس ۱۹۸۴) هنرپیشهٔ اهل ایالات متحدهٔ آمریکا بود.

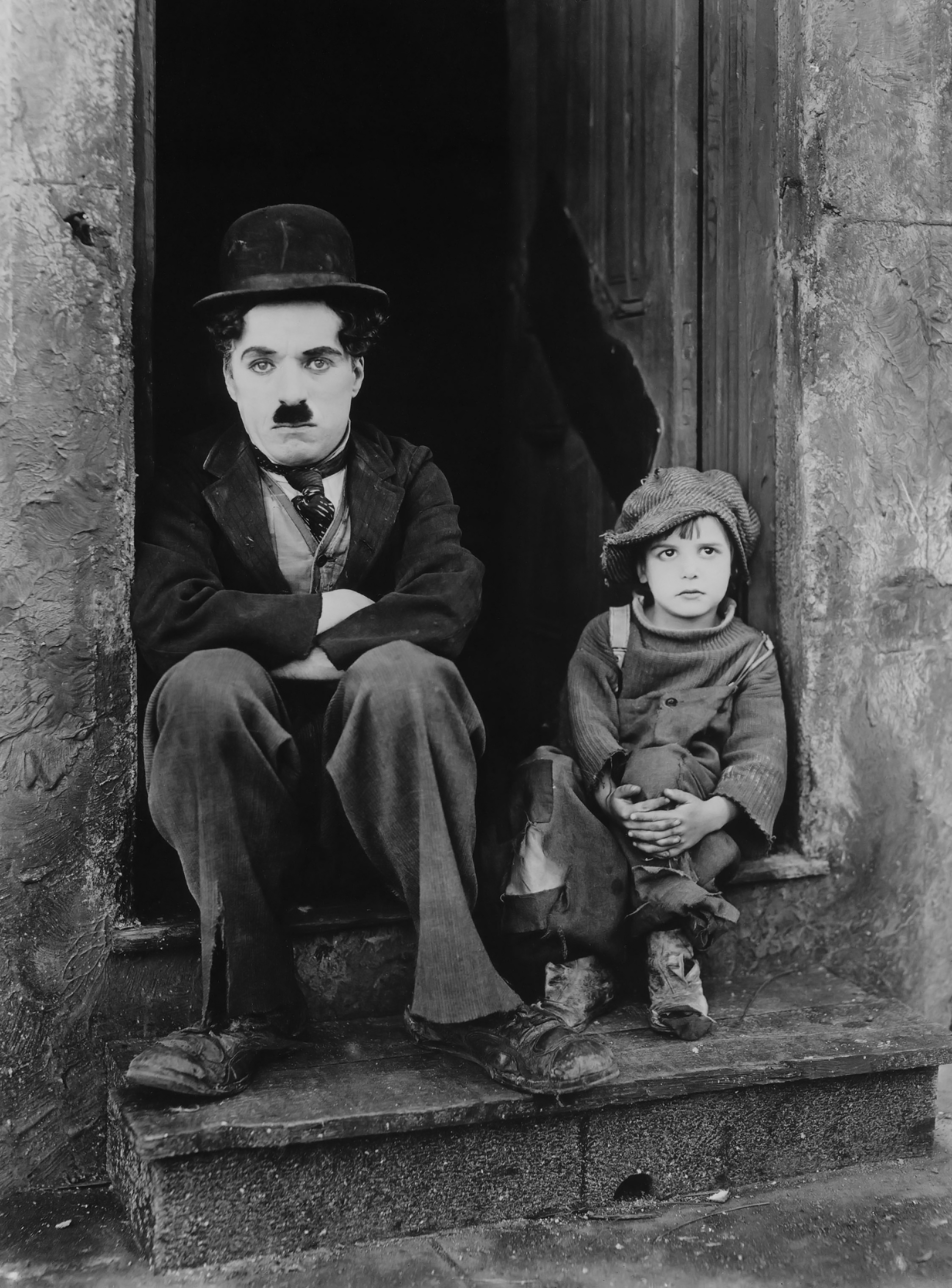
تصویر چارلی چاپلین و جکی کوگان در فیلم پسربچه (۱۹۲۱ میلادی)

وی از سال ۱۹۱۷ در سه‌سالگی به سینما وارد شد و در سال ۱۹۲۱، درحالی‌که تنها هفت سال داشت، با بازی تحسین‌برانگیز و خیره‌کننده در فیلم زیبا و ماندگار پسربچه به کارگردانی چارلی چاپلین که در سال ۱۹۲۱ ساخته شد، به شهرت رسید. او بیش از شصت سال در سینما فعالیت داشت، اما نقش‌هایش هیچ‌گاه به همان جذابیت بازی‌اش در پسربچه نرسیدند. این هنرپیشه در سال ۱۹۸۴ در ۶۹ سالگی درگذشت.

## فیلم‌ها
- Skinner's Baby (uncredited, ۱۹۱۷)
- خوشی یک روز (۱۹۱۹)
- پسربچه (۱۹۲۱)
- Peck's Bad Boy (۱۹۲۱)
- My Boy (۱۹۲۱)
- Nice and Friendly (۱۹۲۲)
- Trouble (۱۹۲۲)
- الیور توئیست  (۱۹۲۲)
- Daddy (۱۹۲۳)
- Circus Days (۱۹۲۳)
- Long Live the King (۱۹۲۳)
- A Boy of Flanders (۱۹۲۴)
- Little Robinson Crusoe (۱۹۲۴)
- Hello, 'Frisco (۱۹۲۴)
- The Rag Man (۱۹۲۵)
- Old Clothes (۱۹۲۵)
- Johnny Get Your Hair Cut (۱۹۲۷)
- The Bugle Call (۱۹۲۷)
- Buttons (۱۹۲۷)
- Tom Sawyer (۱۹۳۰)
- Huckleberry Finn (۱۹۳۱)
- Home on the Range (۱۹۳۵)
- Million Dollar Legs (۱۹۳۹)
- Sky Patrol (۱۹۳۹)
- کیلروی اینجا بود (۱۹۴۷)
- French Leave (۱۹۴۸)
- Skipalong Rosenbloom (۱۹۵۱)
- Varieties on Parade (۱۹۵۱)
- Outlaw Women (۱۹۵۲)
- Cowboy G-Men (۱۹۵۲–۱۹۵۳ مجموعه تلویزیونی)
- Mesa of Lost Women (۱۹۵۳)
- The Actress (۱۹۵۳)
- Escape from Terror (۱۹۵۵)
- The Proud Ones (۱۹۵۶)
- The Buster Keaton Story (۱۹۵۷)
- The Joker Is Wild (۱۹۵۷)
- Eighteen and Anxious (۱۹۵۷)
- The Red Skelton Hour (۱۹۵۷–۱۹۷۰ مجموعه تلویزیونی)
- High School Confidential! (۱۹۵۸)
- The Space Children (۱۹۵۸)
- The Beat Generation (۱۹۵۹)
- Perry Mason (۱۹۶۱–۱۹۶۶ مجموعه تلویزیونی)
- The Addams Family (۱۹۶۴–۱۹۶۶ مجموعه تلویزیونی)
- John Goldfarb, Please Come Home (۱۹۶۵)
- شیفته دخترها (۱۹۶۵)
- یک دیوانگی خوب (۱۹۶۶)
- The Shakiest Gun in the West (۱۹۶۸)
- Rogue's Gallery (۱۹۶۸)
- مارلو (۱۹۶۹)
- Cahill U.S. Marshal (۱۹۷۳)
- Won Ton Ton, the Dog Who Saved Hollywood (۱۹۷۶)
- Human Experiments (۱۹۸۰)
- Dr. Heckyl and Mr. Hype (۱۹۸۰)
- The Escape Artist (۱۹۸۲)
- The Prey (۱۹۸۴)